# 1.º Distrito Congressional do Arkansas
O 1º Distrito Congressional do Arkansas é um dos 4 Distritos Congressionais do Estado norte-americano do Arkansas, segundo o censo de 2000 sua população é de 668.360 habitantes.